# Luís Enjuanes Sánchez
Luís Enjuanes Sánchez (València, 9 de març de 1945) és un químic i viròleg valencià.
És professor vinculat Ad Honorem de Virologia al Consell Superior d'Investigacions Científiques (CSIC) i cap del laboratori de recerca en coronavirus del Centre Nacional de Biotecnologia (CNB-CSIC). Es va formar al laboratori d'Eladio Viñuela i Margarita Salas Falgueras, és un dels viròlegs més citats pels seus col·legues i una referència mundial en el camp dels coronavirus, amb més de dues-centes publicacions i deu patents registrades. El seu laboratori és cèlebre per haver estat el primer a desenvolupar un sistema de genètica inversa en coronavirus, amb múltiples aplicacions a la investigació de la biologia d'aquests patògens i per al desenvolupament de vacunes.
Cursà el batxillerat a l'Institut Lluís Vives de València, i es llicencià en Ciències Químiques a la Universitat de València el 1968. Amb vint anys es va desplaçar a Madrid, on va començar a treballar per primera vegada amb virus al Centre Nacional d'Oncologia, i posteriorment com a becari a l'Institut Gregorio Marañón. El 1976, en acabar la seva tesi doctoral, es va traslladar a centre de recerca dels National Institutes of Health (NIH) de Bethesda (EUA), on va treballar amb el virus de la leucèmia de Moloney, al laboratori de James Ihle, estudiant els mecanismes d'inducció de leucèmia per retrovirus.
El 1978 ingressà al CSIC, i va tornar a Espanya, on va ocupar el càrrec de col·laborador científic al Centro de Biología Molecular Severo Ochoa. Va continuar col·laborant amb Eladio Viñuela en estudis sobre el virus de la pesta porcina africana. Posteriorment, va formar el seu propi equip d'investigació per treballar amb coronavirus, als quals ha dedicat la resta de la seva vida científica.
Entre les seves aportacions científiques més importants destaca la creació d'animals transgènics que, amb la llet, transmetien a la seva descendència resistència a la infecció per coronavirus entèrics, el desenvolupament del primer sistema de genètica inversa en coronavirus, i la identificació dels gens responsables de la virulència del SARS-CoV i del MERS-CoV, que provoquen la mort d'una gran part dels pacients infectats. Durant la seva trajectòria com a científic ha publicat més de dues-centes-quaranta publicacions en revistes i més de seixanta-cinc llibres o capítols de llibres. També ha publicat vint-i-un articles de divulgació.

## Reconeixements
L'any 2015 va rebre l'Encomana de l'Orde Civil de Sanitat del Govern espanyol «pels seus mèrits i altres circumstàncies […] com a membre del Comitè Científic Assessor de l'Ebola». El 2022 va rebre el Premi Nacional de Biotecnologia i el mateix any va ser elegit membre de la Reial Acadèmia de Ciències Exactes, Físiques i Naturals, prenent-ne possessió el 31 de gener de 2024. El 2023 li van concedir el Premi Nacional Gregorio Marañón en l'àmbit de la medicina i les ciències de la salut «per l'excel·lència i repercussió del seu treball, que el converteixen en un referent en el camp de la virologia. La seva excel·lent trajectòria es complementa amb l'impacte de les seues contribucions al coneixement de la replicació i transcripció del coronavirus, així com amb la contínua investigació i innovació en l'àrea de les vacunes».